# Lucas Jennis
Lucas Jennis (* 30. Mai 1590 in Frankfurt am Main; † nach 1630; auch: Lukas Jenis, Ihenis, auch Laux Jenisch) war ein deutscher Buchdrucker, Verleger, Kunsthändler und Kupferstecher.

## Leben
Lucas Jennis wurde 1590 in Frankfurt geboren. Sein gleichnamiger Vater Lucas Jennis (Zusatz: der Ältere) (1575–1606), ein wohlhabender calvinistischer Goldschmied, Juwelier und Kupferstecher aus Brüssel, hatte seine Heimat wegen der religiös begründeten Behinderung und Verfolgung der Calvinisten in den damaligen spanischen Niederlanden verlassen und im lutherisch regierten Frankfurt Aufnahme gefunden. Nach dem Tod seines Vaters († 1606 in Frankfurt) ehelichte seine Mutter Johann Israel de Bry aus der bekannten calvinistischen Kupferstecher- und Verlegerfamilie de Bry.:131
Lucas Jennis hatte bei den de Brys Kupferstecher gelernt. Er war 19 Jahre alt, als sein Stiefvater Johann Israel im Dezember 1609 starb. Dessen Bruder Johann Theodor de Bry hatte schon im Sommer des Jahres Frankfurt verlassen und war nach Oppenheim umgesiedelt. Lucas folgte ihm und begann einen regen buchhändlerischen Verkehr mit dem Druckerverleger Baltasar Moretus zu Antwerpen, der die 1555 von seinem Schwiegervater Christoph Plantin gegründete Druckerei fortführte. 1616 startete Jennis seinen eigenen Buchverlag mit zwei Werken, die er bei Hieronymus Galler drucken ließ.
Jennis heiratete die Schwester des Malers und Kupferstechers Joachim Sandrart, die wie er zur zweiten Generation kalvinistischer niederländischer Immigranten in Frankfurt gehörte.:132
Zeitgenossen bezeichnen Jennis als eine sehr sympathische und karitative Person mit einem kaum übertrefflichen Talent für anschauliche Kupferstichdarstellungen. Es ist umstritten ob er ein Mitglied der Rosenkreuzerbewegung war; einige nehmen das an, andere halten das eher für unwahrscheinlich. Viele namhafte Alchemisten und Philosophen gehörten zu seinem engeren Bekanntenkreis wie Basilius Valentinus, Nicolas Barnaud, Johannes Daniel Mylius, Daniel Stolcius, Robert Fludd, John Dee und nicht zuletzt Michael Maier.

## Werke

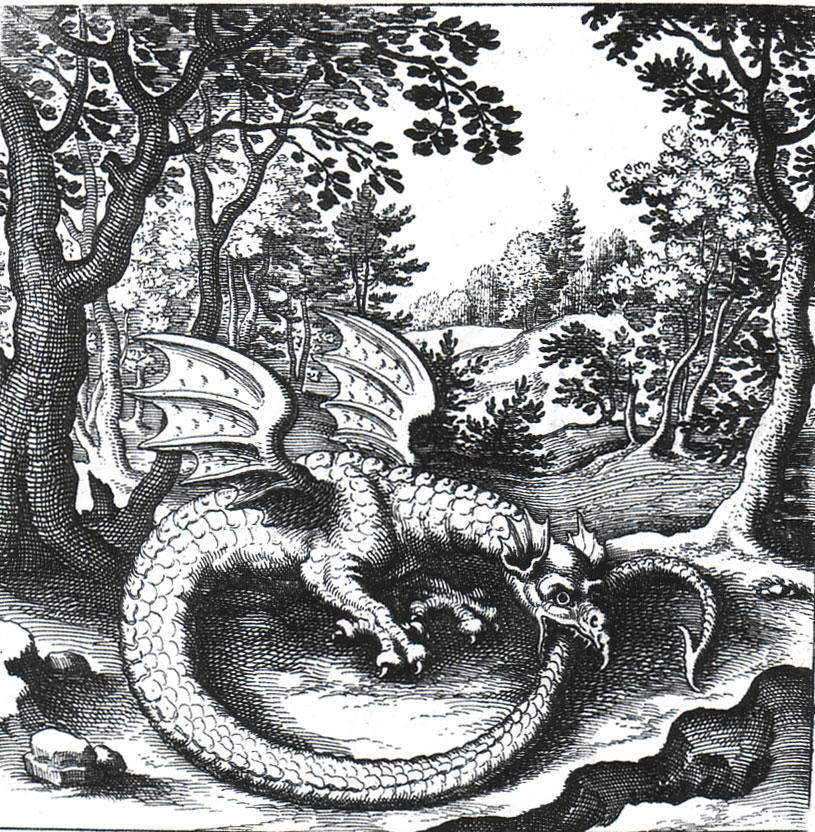
Der Drache Ouroboros in dem alchemistischen Werk De Lapide Philosophico, herausgegeben 1625 von Lucas Jennis in Frankfurt

Lucas Jennis lebte in einer unsicheren und intoleranten Zeit und nutzte als calvinistischer Glaubensflüchtling der zweiten Generation für seine Arbeit die mit geringerem persönlichen Risiko behafteten Bedingungen in Frankfurt und Oppenheim. Dies galt ebenso für andere spezialisierte Verlage, so dass mehrere hundert Jahre alte Zeichnungen, die sich mit okkulten, religiösen oder philosophischen Themen befassen, zu einem hohen Anteil in den Verlagshäusern de Bry, Matthäus Merian, Witwe Hulsius oder Lucas Jennis ihren Ursprung haben.
Jennis galt als einer der größten Kupferstecher seiner Zeit und wurde für die von ihm veröffentlichten und ganz oder teilweise mit Kupferstichen ausgestatteten alchemistischen und philosophischen Texte bekannt. Die meisten damals erschienenen Emblemtexte stammen von ihm.
Um 1625 spürte Jennis ein Abklingen des Interesses an Geheimwissenschaften und wandte sich verstärkt topografischen Drucken und Bibelillustrationen zu.:135
Zu den bekannteren von Lucas Jennis verlegten Büchern gehöre:
- Wasserstein der Weisen – oder chymisches Tractaetlein[8]
- De Lapide Philosophico

- Musaeum Hermeticum, 1625
- Philosophia Mystica: Die Prophezeiungen des Propheten Daniel
- Viridarium chymicum, 1624
- Chymisches Lustgärtlein, 1624
- Tripus Aureus, Frankfurt am Main, 1618 (Herausgeber Michael Maier, mit den 12 Schlüssel des Basilius Valentinus)
- Viatorium Spagyricum, 1625 (?)
- Dyas chymica tripartita, 1625 (u. a. mit dem Buch von Alze und Lambspring)
- Harmoniae Inperscrutabilis Chymico-Philosophicae
- Das Artis Auriferae, 1613, (Die Kunst Gold herzustellen)
- Philosophia reformata, 1622[7]

### Autoren
Die Liste der bei Jennis verlegten alchemistischen Autoren mit Anzahl und Jahr:
- Duncan Burnett 2 Werke: 1616 und 1621
- Michael Maier 9 Werke: 1616 (1), 1617 (2), 1618 (1), 1619 (2), 1620 (1), 1621 (1), 1624 (1),
- Johannes Daniel Mylius 7 Werke: 1618 (1), 1620 (3), 1622 (1), 1628 (1), 1630 (1)
- Johann Ambrosius Siebmacher 1 Werk: 1619 (1),
- Michael Potier 1 Werk: 1619 (1),
- Liberius Benedictus 3 Werke: 1623 (2), 1630 (1)
- Daniel Stolcius 3 Werke: 1624 (2), 1627 (1)
- Hadrian à Mynsicht 2 Werke: 1625 (2)
- Herbrandt Jamsthaler 1 Werk: 1625 (1)
- Johann Grasshoff 3 Werke: 1625 (3)
- Lambspringk 1625 (2)
- Thomas Norton 1 Werk: 1625 (1)
- Valerius Saledinus 1 Werk: 1625 (1)[9]
- Johann Baptist Grosschedel von Aicha 4 Werke: 1629 (4)
- Johann Ludwig Gans 1 Werk: 1630 (1)